# Lac d'Arizes
Le lac d'Arizes est un lac pyrénéen français situé administrativement dans la commune de Bagnères-de-Bigorre dans le département des Hautes-Pyrénées en région Occitanie.

## Géographie
Situation : vallée de la Mongie - Hautes-Pyrénées altitude : 2 015 m

### Topographie
| Taoulet d'Aouet                  | Col d'Arizes Lac de l'Œuf | Pic de Ballonqué (2 285 m) |
| Col d’Aouet                      | lac d’Arizes              | Col de Ballonqué           |
| Pic du Midi de Bigorre (2 276 m) |                           |                            |

### Hydrographie
Le lac a pour émissaire le Ruisseau d'Arizes qui rejoint ensuite l'Adour de Gripp.

## Protection environnementale
Le lac fait partie d'une zone naturelle protégée, classée ZNIEFF de type 1 et de type 2.

## Voies d'accès

### Niveau
Facile ; 2 h 30 pour les confirmés ; 3 h pour les novices.
Carte IGN 1:50 000 Campan (feuille XVII-47)

### Itinéraire
- Depuis Tarbes, passer Bagnères-de-Bigorre, Campan et Sainte-Marie de Campan. Monter en direction de la Mongie et du Col du Tourmalet sur la route départementale D 918. À Artigues, garer la voiture devant le camping municipal (parking).
- En face du camping (versant nord), prendre la route forestière qui, en quelques lacets, mène aux cabanes de Tramezaygues. De là, poursuivre sur la rive gauche du ruisseau d'Arizes, par un chemin qui devient vite sentier. Après une côte un peu rude, on parvient au val d'Arizes (dit aussi vallée du silence). Remonter le val d'Arizes, sans grande difficulté, toujours sur la rive gauche jusqu'à la cabane d'Arizes.
- Une longue ascension à flanc de montagne reste à faire pour parvenir jusqu'au déversoir du lac. Par beau temps, de nombreux sentiers de bergers permettent de l'atteindre facilement. Par temps couvert ou brumeux, se rapprocher du ruisseau et le suivre jusqu'au lac. Le point de vue est remarquable : val d'Arizes, face est du Pic du Midi de Bigorre, Coum du Pic, massif du Quatre-Termes.
- Attention, si vous devez utiliser la boussole, l'éminence située entre le col d'Aouet et le col d'Arizes est une masse très ferrugineuse. La boussole a tendance à s'affoler.
- Pour les plus endurants, on peut franchir le col d'Aouet et basculer dans la vallée de Lesponne.
- On peut aussi revenir vers Artigues par les crêtes situées sur main gauche, c'est-à-dire à l'est : Pène Lounque et Courtalet ; attention aux barres rocheuses, sans grandes difficultés mais aux parois friables. Sur ce dernier itinéraire, si l'on est discret, des isards sont visibles.